# Sacco di Roma (455)
Il sacco di Roma del 2 giugno del 455 fu attuato dai Vandali, allora in guerra con l'imperatore romano Petronio Massimo. Esso è il terzo in ordine cronologico dopo quello del 390 a.C. ad opera dei Galli e quello avvenuto nel 410 ad opera dei Visigoti.

## Casus belli
Nel 455 l'Imperatore d'Occidente Valentiniano III fu assassinato in una congiura ordita da Petronio Massimo, che fu eletto imperatore. Nel tentativo di legittimare il suo regno, Petronio Massimo era intenzionato a sposare Licinia Eudossia, moglie di Valentiniano III: la minacciò di farla uccidere se non l'avesse sposato, e, secondo alcune fonti, la stessa Eudossia, per sfuggire al matrimonio indesiderato e vendicare l'assassinio di suo marito Valentiniano III, avrebbe contattato il re dei Vandali Genserico, implorandolo di intervenire per salvarla da quella situazione.
Genserico, còlto il pretesto, salpò da Cartagine con una grande flotta, dirigendosi verso Roma. Il re dei Vandali ritenne nullo il trattato di pace del 442 ora che erano stati assassinati in intrighi di palazzo coloro con cui era stata firmata la pace, ovvero Ezio e Valentiniano III, e, d'altronde, ritenne che non vi era momento più opportuno per approfittare della debolezza dell'Impero per saccheggiare Roma.

## Assedio e sacco
Nel 455 il re vandalo Genserico salpò con la sua potente flotta da Cartagine, risalì il Tevere ed infine saccheggiò Roma. L'usurpazione ed uccisione dell'imperatore precedente Valentiniano III da parte di Petronio Massimo nello stesso anno fu vista da Genserico come un'invalidazione del trattato di pace del 442.
All'approssimarsi del nemico, Petronio Massimo tentò prontamente la fuga per non affrontare il signore dei Vandali, ma fu ucciso dalla folla dei romani appena fuori dalla città. Era il 31 maggio del 455: soli due giorni dopo i Vandali espugnarono Roma, saccheggiandola per quattordici giorni. L'esercito di Genserico era costituito anche da Mauri, popolazione nativa dell'Africa alleata dei Vandali. Paolo Diacono narra che, all'avvicinarsi dei Vandali, i nobili e i plebei della città fuggirono dall'Urbe, spogliandola così di difensori. All'arrivo dei Vandali, papa Leone I implorò Genserico di non distruggere la città antica o di uccidere i suoi abitanti: Genserico acconsentì ed entrò dalla Porta Portuense.
Sebbene la storia ricordi il sacco dei Vandali come estremamente brutale (da cui il termine vandalismo per indicare un atto di violenza distruttiva e gratuita), in verità Genserico onorò il suo impegno di non abbattere la sua forza sul popolo romano ed i Vandali non operarono nessuna distruzione degna di nota nella città; essi comunque razziarono l'oro, l'argento e molti altri valori, con un impeto peggiore di quello dei visigoti di Alarico, autori del sacco del 410. Procopio descrisse così il sacco:
(Procopio, Storia delle guerre, III, 5.)

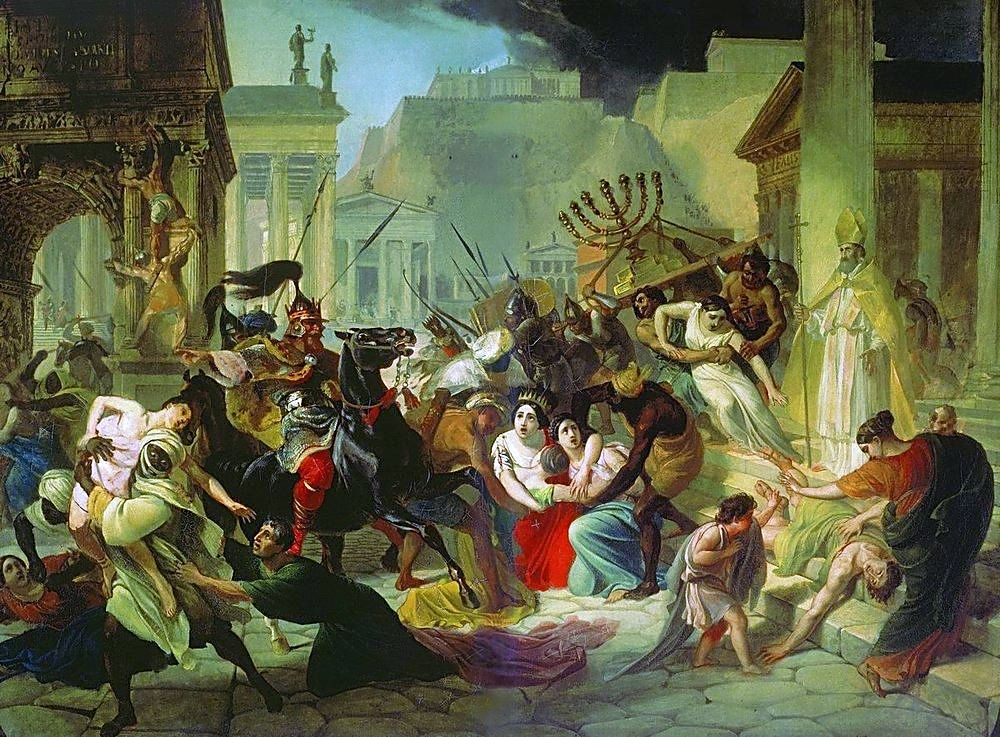
Su una tela di Karl Briullov

Dunque i Vandali depredarono di ogni ricchezza il palazzo imperiale, e spogliarono i templi come quello di Giove Capitolino, privato di metà tetto di bronzo. Anche le statue furono trasportate su una nave, che però non riuscì a raggiungere il porto di Cartagine, finendo dispersa.
Migliaia di cittadini romani, di ogni età e rango, furono fatti prigionieri dai Vandali: tra questi spiccavano l'Imperatrice Eudossia e le sue figlie, nonché altri personaggi illustri, come Gaudenzio figlio di Ezio. Paolo Diacono scrive che, nel corso dei quattordici giorni di saccheggio, avvenuto quarantacinque anni dopo il primo sacco di Alarico e nell'anno 1208 dalla sua fondazione, la città fu spogliata delle sue ricchezze.

## Conseguenze
Una volta lasciata Roma, i Vandali e i loro alleati Mauri procedettero a devastare la Campania, mettendola a ferro e fuoco. Furono in particolare devastate le città di Capua e Nola; altre città, come Napoli, non poterono essere prese, in quanto provviste di difese migliori, ma i Vandali si diedero comunque al saccheggio delle campagne, provocando danni considerevoli all'agricoltura e facendo prigionieri o uccidendo i contadini trovati nelle campagne. Si narra, secondo una leggenda, che Paolino di Nola, vescovo di tale città, disposto ad ottenere il riscatto dei prigionieri anche con la perdita di ogni suo avere, pur di soddisfare le preghiere di una madre vedova che chiedeva di fare in modo che il figlio venisse liberato e non portato in Africa, chiese di essere fatto prigioniero al suo posto. In seguito sarebbe stato liberato e sarebbe ritornato a Nola con tutti i propri concittadini. La storia della deportazione di Paolino in Africa presenta enormi problemi cronologici ed è da ritenersi sostanzialmente inattendibile.
I Vandali trasportarono inoltre migliaia di cittadini romani, fatti prigionieri, a Cartagine, dove se li spartirono tra di loro: tuttavia, essi vennero riscattati da Deogratias vescovo di Cartagine, il quale, per pagare il riscatto, dovette vendere tutti i vasi d'oro e d'argento della sua Chiesa. Una volta pagato il riscatto, il vescovo ospitò gli ex prigionieri in due basiliche della città, provvedendo alle loro necessità, finché non fossero tornati a Roma; molti, però, a causa degli stenti dovuti alla loro prigionia e ai disagi della navigazione, si erano ammalati e dovettero ricevere le cure e l'assistenza del vescovo che li aveva riscattati.
Genserico portò inoltre con sé l'imperatrice Licinia Eudossia, vedova di Valentiniano III e le sue figlie, compresa Eudocia che sposò il figlio di Genserico, Unerico, dopo il ritorno a Cartagine. Furono presi in ostaggio anche molti altri personaggi importanti della città, tra cui Gaudenzio, il figlio di Flavio Ezio. Comunque, nel 462, la sorella di Eudocia, essendo la moglie del senatore romano Olibrio, fu inviata a Costantinopoli insieme alla madre, Eudossia, su richiesta dell'Imperatore d'Oriente.